# Młodowice
Młodowice is een plaats in het Poolse district  Przemyski, woiwodschap Subkarpaten. De plaats maakt deel uit van de gemeente Fredropol en telt 340 inwoners.